# Ilija Ivezić
Ilija Ivezić (* 20. Juli 1926 in Gračac, Königreich der Serben, Kroaten und Slowenen; † 14. April 2016 in Zagreb) war ein jugoslawischer bzw. kroatischer Schauspieler.

## Leben
Ilija Ivezić spielte zunächst in Zagreb, Zadar und Split Theater. Bekannt wurde er durch seine Nebenrollen in acht von elf Winnetou-Filmen in den 1960er-Jahren, wo er zumeist einen Unterführer der Banditen darstellte. Michael Petzel schrieb von ihm: „Seine Schurken in den Winnetou-Filmen waren die besten.“

## Filmografie (Auswahl)
- 1961: ABC des Schreckens (Abeceda straha)
- 1962: Der Schatz im Silbersee
- 1963: Winnetou 1. Teil
- 1964: Winnetou 2. Teil
- 1964: Unter Geiern
- 1965: Der Ölprinz
- 1965: Winnetou 3. Teil
- 1966: Die Rechnung – eiskalt serviert
- 1966: Winnetou und sein Freund Old Firehand
- 1968: Die Odyssee (L’odissea, Fernsehmehrteiler)
- 1968: Winnetou und Shatterhand im Tal der Toten
- 1969: Von allen Hunden des Krieges gehetzt (Porta del cannone)
- 1971: Am Berg wächst eine grüne Fichte (U gori raste zelen bor)
- 1973: Die fünfte Offensive – Kesselschlacht an der Sutjeska (Sutjeska)
- 1973: Die blutigen Geier von Alaska
- 1975: Bauernaufstand anno domini 1573 (Seljacka buna 1573)
- 1976: Der Rattengott (Izbavitelj)
- 1976: Fluchtversuch
- 1977: Verrückte Tage (Ludi dani)
- 1979: Anno domini 1573 (Fernsehserie, drei Folgen)
- 1979: Mathias Sandorf (Mehrteiler)
- 1988: Das Leben mit dem Onkel (Život sa stricem)
- 1999: Marschall Titos Geist (Maršal)